# Centro (política)
Na política, centro é a posição caracterizada como uma interseção dentro do espectro esquerda-direita. Para alguns, há apenas duas posições políticas: a esquerda e a direita. Porém, além dessa dicotomia, há o centrismo aderido por moderados. Vertentes do liberalismo, como o liberalismo social e a terceira via, se enquadram no centro uma vez que defendem pontos de vista considerados de esquerda pela direita e pontos de vista considerados de direita pela esquerda.
Centristas não defendem nem socialismo nem capitalismo absoluto, mas veem a necessidade de conciliar capitalismo com atenção a carências sociais numa democracia, podendo ser mais culturalmente liberais. Para eles, não deve haver extremismos ou intransigências na sociedade. Os seus principais valores são: oposição aos extremos sustentado pelo equilíbrio que cria a tolerância que defende a coexistência. Entretanto, há partidos e políticos que se descrevem ou são descritos como "centristas" por serem sincréticos ou, de fato, fisiologistas.
O eleitorado pode se identificar com centristas por uma série de razões, como por exemplo pragmatismo, chegando a ser sugerido que eleitores votam em partidos centristas por razões puramente estatísticas.
Também existem outras posições derivadas do centro, como a centro-esquerda e a centro-direita, mas, como os seus nomes indicam, a primeira pertence ao espectro da esquerda e a segunda ao da direita.

## Histórico

### Século XVIII e XIX
O centrismo faz parte do espectro esquerda-direita que se desenvolveu durante a Revolução Francesa. Quando a primeira Assembleia Nacional francesa foi organizada, os conservadores reacionários sentaram-se nos assentos à direita do presidente da Câmara, enquanto os radicais sentaram-se à esquerda do presidente da Câmara. Os moderados que não eram afiliados a nenhuma das facções ocuparam as cadeiras ao centro e passaram a ser conhecidos como centristas. Embora o liberalismo tenha começado como um desafiante de centro-esquerda ao conservadorismo, veio a ocupar o centro político da política ocidental no início do século XIX, uma vez que também se opôs ao radicalismo e ao socialismo. O apoio liberal ao anticlericalismo e aos direitos individuais desenvolveu-se em oposição ao conservadorismo, estabelecendo os ideais que acompanhariam o liberalismo à medida que se tornasse a ideologia centrista predominante na Europa.
O centro tornou-se uma força importante na Inglaterra e na França após as Guerras Napoleônicas. O centrismo inglês veio dos Whigs enquanto o centrismo francês foi apoiado pelos doutrinários, como Pierre Paul Royer-Collard e François Guizot. O bonapartismo de Napoleão III trouxe o conservadorismo francês para o centro quando manteve elementos da revolução da classe trabalhadora. Os impérios foram forçados a manter o centro político, evitando políticas reacionárias ou revolucionárias que poderiam afetar sua estabilidade. O liberalismo centrista foi mais lento a desenvolver-se fora das grandes potências da Europa Ocidental.
Na década de 1830, o conservadorismo e o radicalismo na Europa Ocidental iniciaram uma mudança em direção à moderação, à medida que aceitavam ideias associadas ao liberalismo centrista. O Reino Unido foi poupado de muitas revoluções durante o início do século XIX pois os seus conservadores assumiram uma posição centrista e expressaram vontade de se comprometer com o forte elemento radical da nação. À medida que o radicalismo declinava na Europa Ocidental, o liberalismo e o conservadorismo tornaram-se os dois movimentos políticos dominantes. Os EUA viram um movimento liberal centrista desenvolver-se no final do século XIX através de vertentes anticorrupção dentro do Partido Republicano. O movimento radical deu lugar ao centrismo após a década de 1870, quando ambos se uniram em torno de ideais de republicanismo, secularismo, auto-educação, cooperação, reforma agrária e internacionalismo. No final do século XIX, o agrarianismo tornou-se um movimento político significativo na Europa para representar os interesses dos agricultores.
A ciência social ocidental entrelaçou-se com o centrismo no século XIX. À medida que as universidades de investigação se tornaram mais comuns, a defesa da reforma centrista foi assumida pelos acadêmicos. Em vez de se envolverem em ativismo direto, consideraram questões sociais e apresentaram as suas conclusões como ciência objetiva. Os liberais centristas na Europa aceitaram o racismo científico no século XIX mas rejeitaram o conceito relacionado de darwinismo social. Em vez da ideia de que as raças não brancas não poderiam alcançar uma civilização de estilo europeu, os liberais centristas acreditavam que sim, mas que levariam mais tempo para o fazer.

### Guerras Mundiais e Guerra Fria
O liberalismo centrista foi um dos dois principais grupos ideológicos globais no início do século XX, onde foi desafiado pelo conservadorismo e pelo catolicismo de direita. O centrismo enfrentou uma pressão crescente a partir do período entreguerras, à medida que a esquerda ressurgia, o que significa que o centrismo foi desafiado em ambas as direções. O agrarianismo perdeu grande parte da sua influência na década de 1930, quando as nações caíram sob ditaduras fascistas, e o seu regresso na década de 1940 foi de curta duração, quando as nações caíram sob o domínio comunista. Os países nórdicos, que foram na sua maioria poupados de ambos os movimentos, foram as únicas nações a manter partidos agrários fortes. O Holocausto acabou com o apoio a qualquer racismo científico e à eugenia defendida pelos liberais centristas, uma vez que, em vez disso, adotaram o antirracismo. Após a Segunda Guerra Mundial, os partidos centristas da classe média nos países desenvolvidos tornaram-se menos comuns à medida que se moviam para a esquerda ou para a direita.
Em 1948, o Partido do Centro Alemão passou a ter representação no parlamento de Frankfurt. Se manteve e resistiu ao nazismo, estando na base da democracia cristã de inspiração católica do pós-guerra.
A Itália foi dominada pelo partido Democracia Cristã logo após a guerra. Sob a liderança de Alcide De Gasperi, absorveu a centro-esquerda e a centro-direita para criar um agrupamento centrista e combater o Partido Comunista Italiano. O grupo fraturou-se durante uma mudança para a esquerda nas décadas de 1950 e 1960, quando a liderança convidou os socialistas para o partido, na esperança de privar o Partido Comunista Italiano de aliados. Isto criou um cenário em que os democratas-cristãos exprimiam posições centristas, mas eram mais à direita e assumiam um papel mais conservador.
A Turquia desenvolveu um sistema bipartidário com dois partidos centristas na década de 1950. Os partidos foram motivados pela demografia: o Partido Popular Republicano era apoiado pelos eleitores urbanos e pelos militares, enquanto o Partido Democrata era o partido dos eleitores rurais e dos empresários. Este sistema desmoronou na década de 1960, à medida que a polarização crescia e os partidos radicais se desenvolviam. A industrialização reduziu o apelo do agrarianismo na era pós-guerra. Os Partidos Agrários da Suécia, da Noruega e da Finlândia mudaram os seus nomes para Partido do Centro em 1958, 1959 e 1965, respectivamente. Isso deixou a Dinamarca como a única nação com um grande partido autoproclamado Agrário, mas que também passou a se chamar Venstre, Partido Liberal da Dinamarca a partir de 1963.
Fiji implementou um sistema político concebido para encorajar o centrismo numa nação etnicamente dividida durante a transição do domínio colonial em 1965. Cada eleitor deveria votar em quatro candidatos, cada um de um grupo étnico distinto. Isso não conseguiu produzir um governo centrista, pois na verdade solidificou a divisão étnica no governo.
À medida que os sistemas partidários pós-coloniais se desenvolveram no Oriente Médio, a influência dos Estados unipartidários variou. Partidos como a União Socialista Árabe no Egito e o Congresso Geral do Povo no Iêmen atuaram como restrições às elites políticas para evitar que se desviassem do centro político. Anwar Sadat tornou-se presidente do Egito e, em 1976, dividiu a União Socialista Árabe em três partidos baseados nas facções de esquerda, centro e direita. O governo foi mantido através do que se tornou o centrista Partido Nacional Democrático, controlando efetivamente a política egípcia e marginalizando as outras facções.
A queda de ditaduras em países como Argentina, Chile, Peru e Portugal na década de 1980 foi enfrentada por partidos centristas que se tornaram as principais forças na transição das nações para a democracia. Na Espanha, o líder da transição para a democracia, Adolfo Suárez, liderou nas eleições de 1977 e de 1979 a União de Centro Democrático.

### 1990–Atualmente
Depois da dissolução da União Soviética na década de 1990, o liberalismo centrista foi visto como a força dominante na política. A centro-esquerda e a centro-direita aproximaram-se do centro nas décadas de 1990 e 2000. A centro-direita, anteriormente neoliberal, passou a aceitar melhor o Estado-providência e mostrou mais apoio no combate à pobreza e à desigualdade. Isso incluiu a "América mais gentil e amistosa" defendida por George H. W. Bush nos EUA, "O Novo Centro" de Gerhard Schröder na Alemanha, o "Thatcherismo de rosto cinzento" de John Major no Reino Unido, e o antineoliberalismo do presidente mexicano Vicente Fox. A centro-esquerda adotou políticas de terceira via com ideias populares entre o centro-direita, incluindo orçamentos equilibrados e impostos baixos. Entre esses movimentos estava o "Novo Trabalhismo" liderado por Tony Blair. Os partidos sociais-democratas aceitaram melhor a economia pelo lado da oferta, as políticas de austeridade e a redução dos programas de bem-estar. Contudo, algumas potências como a China e a Rússia resistiram ao consenso liberal ocidental.
No Pacífico, a Nova Caledônia só formou um movimento centrista forte nos anos 1990 como consequência da questão da independência. Grupos conservadores suprimiram ativamente figuras centristas como o líder do União Caledônia Maurice Lenormand, que foi acusado de ser comunista e processado por supostamente organizar o atentado à bomba na sede do jornal de seu próprio partido nos anos 1960. O sistema político de Taiwan, já inclinado para o centrismo, viu os seus dois principais partidos aproximarem-se do centro no final da década de 1990, à medida que novos partidos se desenvolviam em ambos os lados.
Após um longo período de fortes movimentos de esquerda e de direita, as nações latino-americanas tenderam ao centrismo na década de 2000. Isto aconteceu à medida que as economias das nações se fortaleceram e a redução da desigualdade criou uma classe média maior. Seguindo a maré rosa, onde políticos mais à esquerda tomaram posse, aqueles em nações democráticas adotaram políticas relativamente moderadas, incluindo Luiz Inácio Lula da Silva no Brasil, Michelle Bachelet no Chile, Mauricio Funes em El Salvador, e Tabaré Vázquez e José Mujica no Uruguai. Estas nações combinaram a economia de mercado com programas sociais. Em muitos países latino-americanos, os candidatos presidenciais adversários fizeram campanha em plataformas semelhantes e muitas vezes apoiaram a manutenção das políticas dos seus antecessores sem mudanças significativas, mudando o foco das eleições para a personalidade em detrimento da ideologia.
O apoio ao centrismo diminuiu globalmente após a crise financeira de 2007–2008, uma vez que foi desafiado pelo populismo e pela polarização política. Desde 2015, os centristas ainda constituem uma pluralidade em países europeus.

## Fundamentos
Tradicionalmente, o termo "centrismo" tem uma conotação de ter uma posição vaga e carecer de princípios ou fundamentos filosóficos, além de basear-se, na melhor das hipóteses, na busca por acordos baseados na crença (racional ou não) na "boa-fé" kantiana ou na virtude supostamente inerente ao meio-termo aristotélico.
Por esse ângulo, o centro é comumente visto como uma posição política típica da democracia representativa, que é caracteriza como uma ideologia carente de concepções dogmáticas dos indivíduos, da sociedade e de ordem política, e com posições que para alguns podem parecer elitistas.
Essa percepção é questionada por pensadores estadunidenses como Alvin Goldman, Alvin Plantinga, Ernest Sosa e Linda Trinkaus Zagzebski que, baseados na filosofia analítica, buscam resolver o que veem como falsos dilemas por meio do encontro do "terceiro excluído". Daí surgem posições como o "centro radical", concebido considerando que a afirmação simultânea de que os princípios dos extremos políticos não só não é contraditória/utópica, mas é um ato válido para a virtude epistêmica que permite superar aparentes dicotomias como, por exemplo, "ou socialismo ou capitalismo". Assim, por exemplo, um centrista pode alegar que tanto a cooperação do socialismo quanto a competição do capitalismo são necessárias para o desenvolvimento econômico, a fim de produzir uma solução que encoraje o capital e a classe trabalhadora a produzirem em harmonia a riqueza necessária.
Posições favoráveis à conciliação dos princípios da liberdade e da igualdade também podem ser identificadas no "Liberalismo de Centro", por meio de livros como Political Liberalism e A Theory of Justice de John Rawls, tendo o último revigorado o estudo da filosofia política normativa nas universidades anglo-americanas.

## Em Portugal
A partir de 1917, o Centro Católico Português adotou uma postura considerada centrista, se afastando quer dos monárquicos, à direita, quer dos republicanos e sugerindo que os católicos acatassem as regras do jogo democrático da Primeira República. Determinados grupos democratas-cristãos franceses retomaram a designação e, por meio do político Jean Lecanuet, criaram o Centro dos Democratas Sociais, o que motivou os portugueses Diogo Freitas do Amaral e Adelino Amaro da Costa a fundarem em julho de 1974, o Partido do Centro Democrático e Social. Na década de 1980, o centro teve papel importante na transição para a democracia.

## No Brasil
Atualmente no Brasil, a maior parte dos partidos se posiciona como "centrista" por integrarem o Centrão. Porém, há partidos ideologicamente centristas, a exemplo do Cidadania e do REDE.